# Polscy finaliści tenisowych turniejów wielkoszlemowych

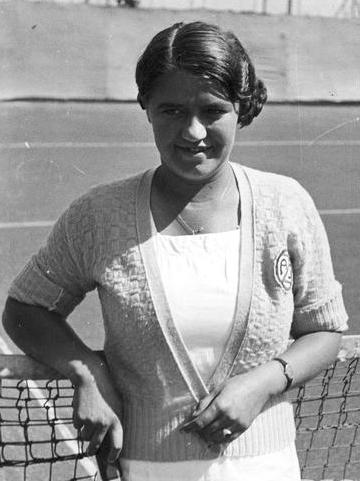
Jadwiga Jędrzejowska, mistrzyni French Championships 1939 w grze podwójnej kobiet

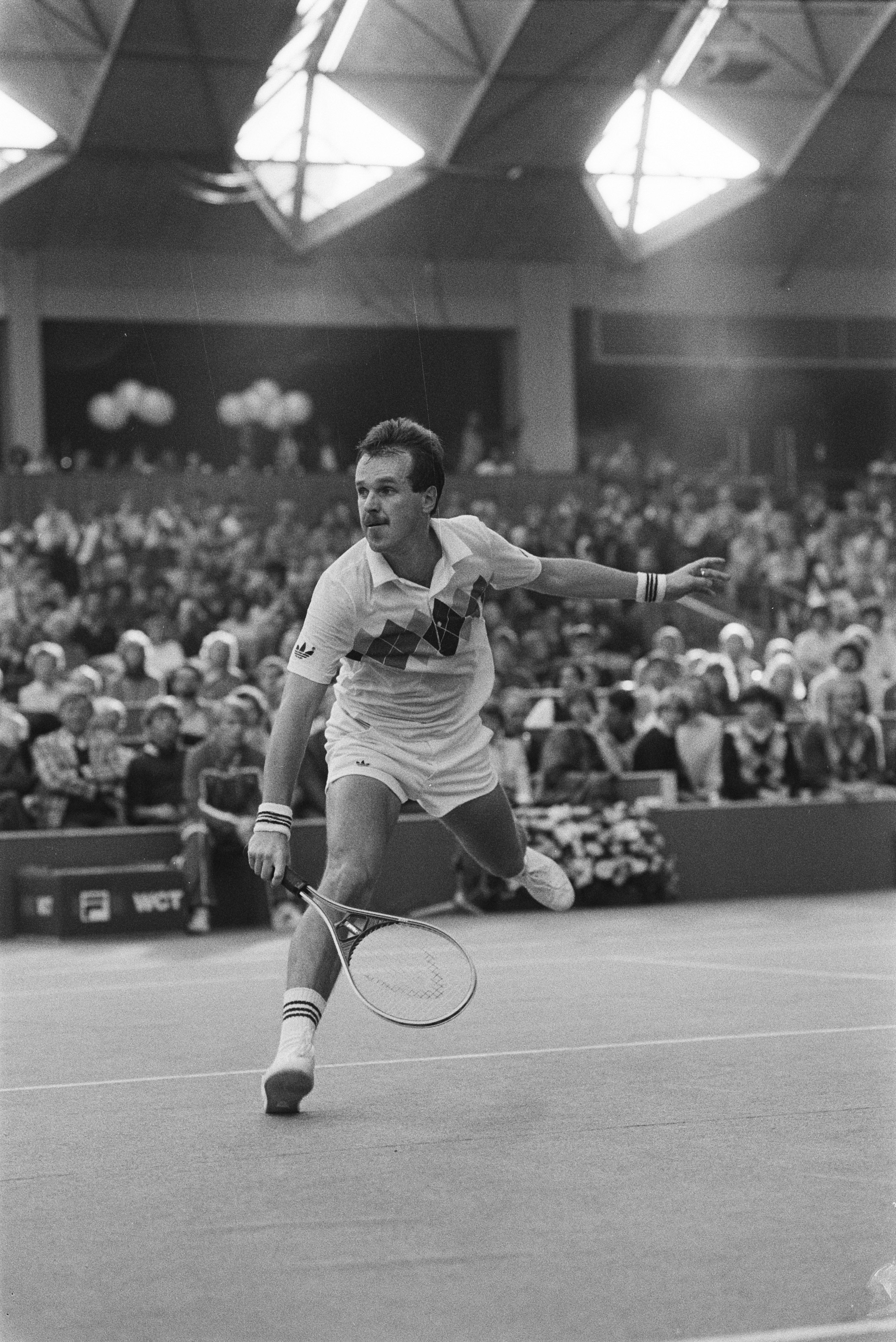
Wojciech Fibak, mistrz Australian Open 1978 w grze podwójnej mężczyzn

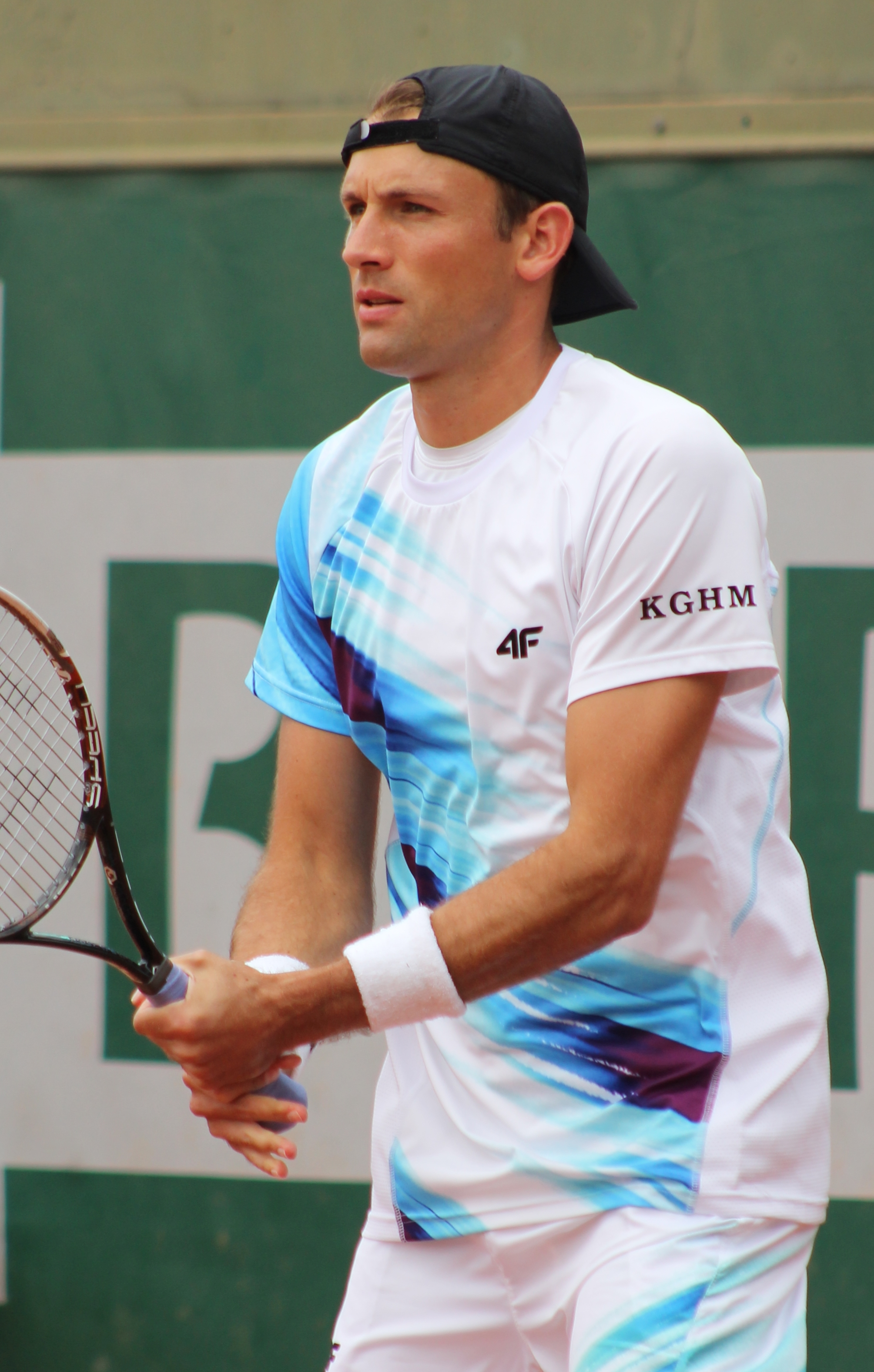
Łukasz Kubot, mistrz Australian Open 2014 i Wimbledonu 2017 w grze podwójnej mężczyzn

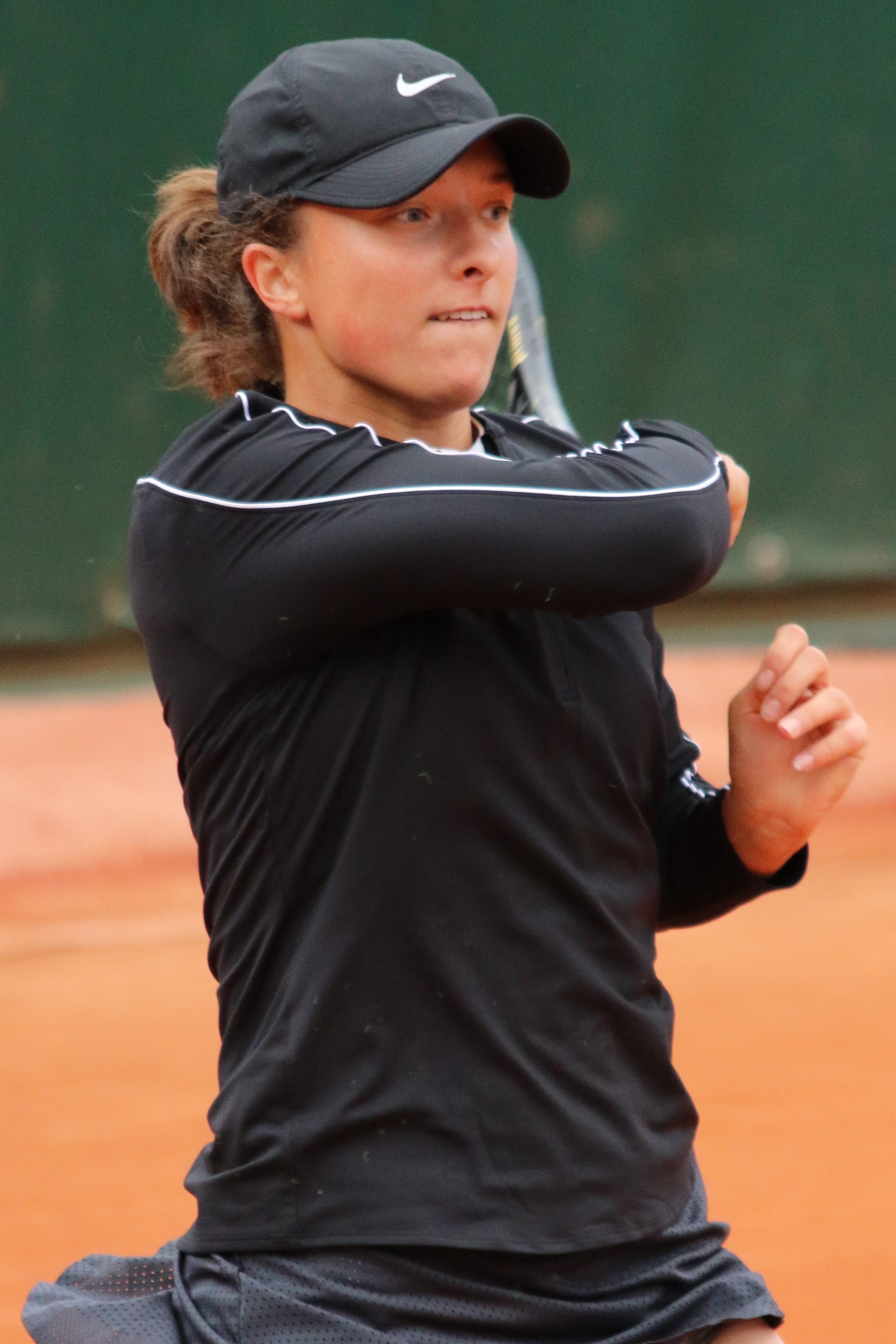
Iga Świątek, mistrzyni French Open 2020, 2022, 2023 i 2024, US Open 2022 oraz Wimbledonu 2025 w grze pojedynczej kobiet

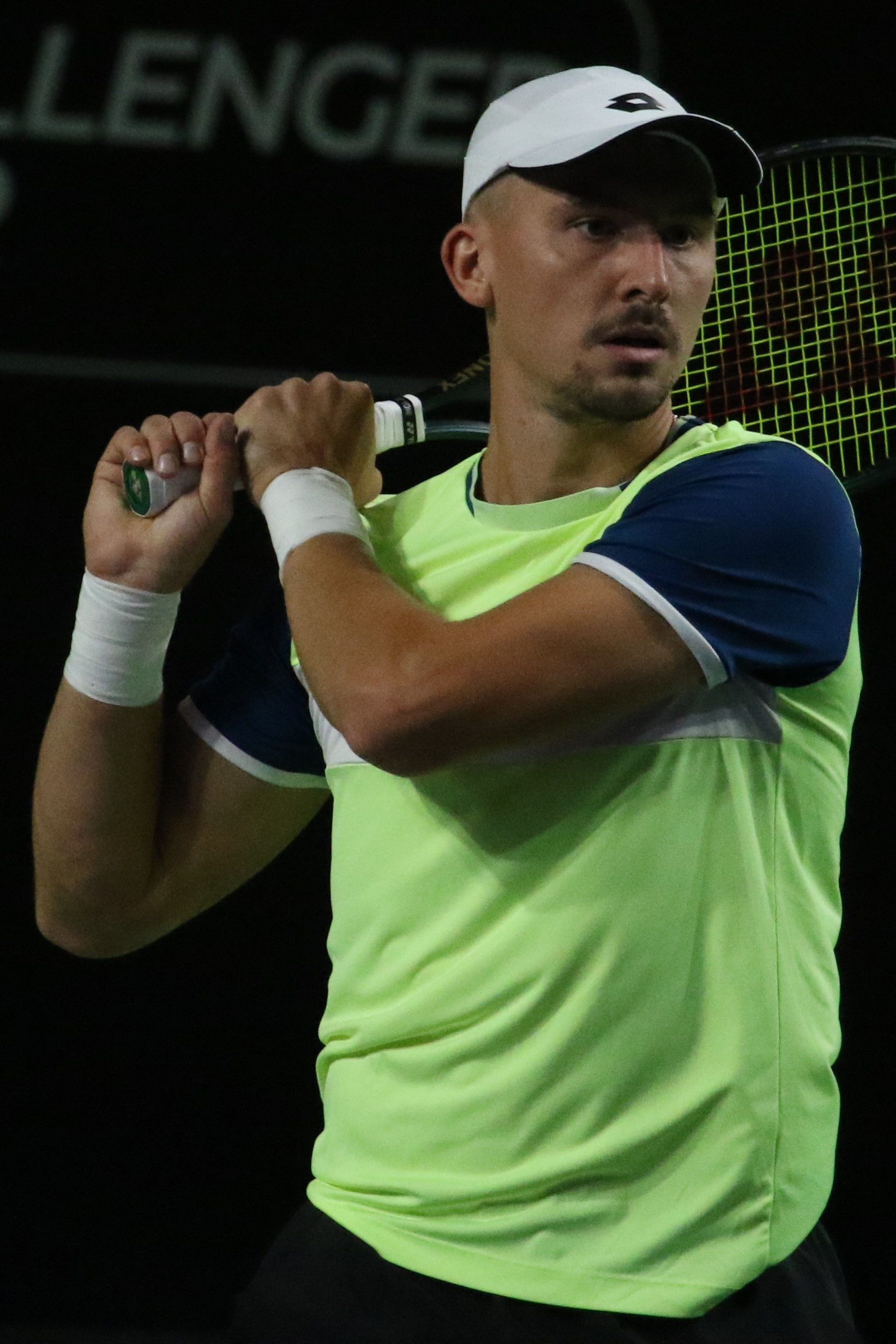
Jan Zieliński, mistrz Australian Open i Wimbledonu 2024 w grze mieszanej

Polscy finaliści tenisowych turniejów wielkoszlemowych – wykaz meczów polskich tenisistek i tenisistów w finałach turniejów wielkoszlemowych w kategorii seniorów, juniorów i na wózkach.

## Finały wielkoszlemowe
Poniżej przedstawiono listę meczów finałowych wszystkich konkurencji turniejów wielkoszlemowych, w których wzięli udział reprezentanci Polski. Zwycięzcy pojedynków zaznaczeni są pogrubioną czcionką. W nawiasach podano bilans finałów wygranych przez polskich tenisistów do przegranych.

### Legenda
| Symbol | Znaczenie                                                    |
| (NWS)  | Niekalendarzowy Wielki Szlem                                 |
| (KWS)  | Karierowy Wielki Szlem                                       |
|        | Klasyczny Wielki Szlem                                       |
|        | występ we wszystkich finałach wielkoszlemowych w jednym roku |
|        | zwycięstwo w trzech finałach wielkoszlemowych w jednym roku  |

### Turnieje seniorskie (12–16)

#### Gra pojedyncza kobiet (6–4)
| Rok  | Turniej                     | Zawodniczka polska   | Przeciwniczka    | Wynik meczu   |
| 1937 | Wimbledon                   | Jadwiga Jędrzejowska | Dorothy Round    | 2:6, 6:2, 5:7 |
| 1937 | U.S. National Championships | Jadwiga Jędrzejowska | Anita Lizana     | 4:6, 2:6      |
| 1939 | French Championships        | Jadwiga Jędrzejowska | Simonne Mathieu  | 3:6, 6:8      |
| 2012 | Wimbledon                   | Agnieszka Radwańska  | Serena Williams  | 1:6, 7:5, 2:6 |
| 2020 | French Open                 | Iga Świątek          | Sofia Kenin      | 6:4, 6:1      |
| 2022 | French Open                 | Iga Świątek          | Coco Gauff       | 6:1, 6:3      |
| 2022 | US Open                     | Iga Świątek          | Ons Jabeur       | 6:2, 7:6(5)   |
| 2023 | French Open                 | Iga Świątek          | Karolína Muchová | 6:2, 5:7, 6:4 |
| 2024 | French Open                 | Iga Świątek          | Jasmine Paolini  | 6:2, 6:1      |
| 2025 | Wimbledon                   | Iga Świątek          | Amanda Anisimova | 6:0, 6:0      |

#### Gra podwójna mężczyzn (3–4)
| Rok  | Turniej         | Zawodnik polski                      | Przeciwnicy                      | Wynik meczu                  |
| 1977 | French Open     | Wojciech Fibak Jan Kodeš             | Brian Gottfried Raúl Ramírez     | 6:7(1), 6:4, 3:6, 4:6        |
| 1978 | Australian Open | Wojciech Fibak Kim Warwick           | Paul Kronk Cliff Letcher         | 7:6, 7:5                     |
| 2011 | US Open         | Mariusz Fyrstenberg Marcin Matkowski | Jürgen Melzer Philipp Petzschner | 2:6, 2:6                     |
| 2014 | Australian Open | Łukasz Kubot Robert Lindstedt        | Eric Butorac Raven Klaasen       | 6:3, 6:3                     |
| 2017 | Wimbledon       | Łukasz Kubot Marcelo Melo            | Oliver Marach Mate Pavić         | 5:7, 7:5, 7:6(2), 3:6, 13:11 |
| 2018 | US Open         | Łukasz Kubot Marcelo Melo            | Mike Bryan Jack Sock             | 3:6, 1:6                     |
| 2023 | Australian Open | Hugo Nys Jan Zieliński               | Rinky Hijikata Jason Kubler      | 4:6, 6:7(4)                  |

#### Gra podwójna kobiet (1–3)
| Rok  | Turniej                     | Zawodniczka polska                   | Przeciwniczki                         | Wynik meczu   |
| 1936 | French Championships        | Susan Noel Jadwiga Jędrzejowska      | Simonne Mathieu Billie Yorke          | 6:2, 4:6, 4:6 |
| 1938 | U.S. National Championships | Simonne Mathieu Jadwiga Jędrzejowska | Sarah Palfrey Cooke Alice Marble      | 8:6, 4:6, 3:6 |
| 1939 | French Championships        | Simonne Mathieu Jadwiga Jędrzejowska | Alice Florian Hella Kovac             | 7:5, 7:5      |
| 2021 | French Open                 | Bethanie Mattek-Sands Iga Świątek    | Barbora Krejčíková Kateřina Siniaková | 4:6, 2:6      |

#### Gra mieszana (2–6)
| Rok  | Turniej              | Zawodnik polski                          | Przeciwnicy                          | Wynik meczu        |
| 1947 | French Championships | Jadwiga Jędrzejowska Christian Caralulis | Sheila Piercey Summers Eric Sturgess | 0:6, 0:6           |
| 2012 | French Open          | Klaudia Jans-Ignacik Santiago González   | Sania Mirza Mahesh Bhupathi          | 6:7(3), 1:6        |
| 2012 | US Open              | Květa Peschke Marcin Matkowski           | Jekatierina Makarowa Bruno Soares    | 7:6(8), 1:6, 10–12 |
| 2015 | French Open          | Lucie Hradecká Marcin Matkowski          | Bethanie Mattek-Sands Mike Bryan     | 6:7(3), 1:6        |
| 2018 | US Open              | Alicja Rosolska Nikola Mektić            | Bethanie Mattek-Sands Jamie Murray   | 6:2, 3:6, 9–11     |
| 2024 | Australian Open      | Hsieh Su-wei Jan Zieliński               | Desirae Krawczyk Neal Skupski        | 6:7(5), 6:4, 11–9  |
| 2024 | Wimbledon            | Hsieh Su-wei Jan Zieliński               | Giuliana Olmos Santiago González     | 6:4, 6:2           |

### Turnieje juniorskie (15–12)

#### Gra pojedyncza chłopców (0–4)
| Rok  | Turniej     | Zawodnik polski | Przeciwnik        | Wynik meczu   |
| 2006 | Wimbledon   | Marcin Gawron   | Thiemo De Bakker  | 2:6, 6:7      |
| 2007 | US Open     | Jerzy Janowicz  | Ricardas Berankis | 3:6, 4:6      |
| 2008 | French Open | Jerzy Janowicz  | Yang Tsung-hua    | 3:6, 6:7      |
| 2024 | French Open | Tomasz Berkieta | Kaylan Bigun      | 6:4, 3:6, 3:6 |

#### Gra pojedyncza dziewcząt (6–2)
| Rok  | Turniej         | Zawodniczka polska   | Przeciwniczka               | Wynik meczu   |
| 1995 | Wimbledon       | Aleksandra Olsza     | Tamarine Tanasugarn         | 7:5, 7:6      |
| 1996 | Australian Open | Magdalena Grzybowska | Nathalie Dechy              | 6:1, 4:6, 6:1 |
| 2005 | Wimbledon       | Agnieszka Radwańska  | Tamira Paszek               | 6:3, 6:4      |
| 2006 | French Open     | Agnieszka Radwańska  | Anastazja Pawluczenkowa     | 6:4, 6:1      |
| 2007 | Wimbledon       | Urszula Radwańska    | Madison Brengle             | 2:6, 6:3, 6:0 |
| 2007 | US Open         | Urszula Radwańska    | Kristína Kučová             | 3:6, 6:1, 6:7 |
| 2018 | Wimbledon       | Iga Świątek          | Leonie Küng                 | 6:4, 6:2      |
| 2020 | Australian Open | Weronika Baszak      | Victoria Jiménez Kasintseva | 7:5, 2:6, 2:6 |

#### Gra podwójna chłopców (4–2)
| Rok  | Turniej         | Zawodnik polski                 | Przeciwnicy                            | Wynik meczu       |
| 2006 | Australian Open | Grzegorz Panfil Błażej Koniusz  | Kellen Damico Nathaniel Schnugg        | 7:6, 6:3          |
| 2013 | US Open         | Kamil Majchrzak Martin Redlicki | Quentin Halys Frederico Ferreira Silva | 6:3, 6:4          |
| 2015 | Australian Open | Hubert Hurkacz Alex Molčan      | Jake Delaney Marc Polmans              | 6:0, 2:6, 8–10    |
| 2020 | Australian Open | Mikołaj Lorens Kārlis Ozoliņš   | Nicholas David Ionel Leandro Riedi     | 7:6(8), 5:7, 4–10 |
| 2025 | French Open     | Alan Ważny Oskari Paldanius     | Noah Johnston Benjamin Willwerth       | 6:2, 6:3          |
| 2025 | Wimbledon       | Alan Ważny Oskari Paldanius     | Jagger Leach Oliver Bonding            | 5:7, 7:6(6), 10–5 |

#### Gra podwójna dziewcząt (5–4)
| Rok  | Turniej         | Zawodniczka polska                        | Przeciwniczki                       | Wynik meczu    |
| 1995 | Wimbledon       | Cara Black Aleksandra Olsza               | Trudi Musgrave Jodi Richardson      | 6:0, 7:6       |
| 1995 | US Open         | Anna Kurnikowa Aleksandra Olsza           | Corina Morariu Ludmila Varmužová    | 3:6, 3:6       |
| 2007 | Australian Open | Julia Cohen Urszula Radwańska             | Jewgienija Rodina Arina Rodionowa   | 6:2, 3:6, 1:6  |
| 2007 | French Open     | Ksienija Mileuska Urszula Radwańska       | Sorana Cirstea Alexa Glatch         | 6:1, 6:4       |
| 2007 | Wimbledon       | Anastazja Pawluczenkowa Urszula Radwańska | Misaki Doi Kurumi Nara              | 6:4, 2:6, 10–7 |
| 2007 | US Open         | Ksienija Mileuska Urszula Radwańska       | Oksana Kałasznikowa Ksienija Łykina | 6:1, 6:2       |
| 2009 | Australian Open | Aleksandra Krunić Sandra Zaniewska        | Christina McHale Ajla Tomljanović   | 1:6, 6:2, 4–10 |
| 2017 | Australian Open | Maja Chwalińska Iga Świątek               | Bianca Andreescu Carson Branstine   | 1:6, 6:7(4)    |
| 2018 | French Open     | Catherine McNally Iga Świątek             | Yūki Naitō Naho Sato                | 6:2, 7:5       |

### Turnieje na wózkach (0–3)

#### Gra pojedyncza mężczyzn na wózkach (0–1)
| Rok  | Turniej         | Zawodnik polski      | Przeciwnik | Wynik meczu |
| 2001 | Australian Open | Tadeusz Kruszelnicki | David Hall | 2:6, 0:6    |

#### Gra podwójna mężczyzn na wózkach (0–1)
| Rok  | Turniej         | Zawodnik polski                    | Przeciwnicy              | Wynik meczu |
| 2001 | Australian Open | Tadeusz Kruszelnicki Satoshi Saida | David Hall David Johnson | 3:6, 0:6    |

#### Gra podwójna kobiet na wózkach (0–1)
| Rok  | Turniej         | Zawodniczka polska                 | Przeciwniczki              | Wynik meczu |
| 2009 | Australian Open | Agnieszka Bartczak Katarina Kruger | Korie Homan Esther Vergeer | 1:6, 0:6    |

## Rekordy
- Pierwszą polską mistrzynią wielkoszlemową była Jadwiga Jędrzejowska (gra podwójna kobiet, French Open 1939).
- Pierwszą polską mistrzynią wielkoszlemową w grze pojedynczej kobiet była Iga Świątek (French Open 2020).
- Pierwszym polskim mistrzem wielkoszlemowym był Wojciech Fibak (gra podwójna mężczyzn, Australian Open 1978).
- W 2007 roku Urszula Radwańska wystąpiła we wszystkich finałach wielkoszlemowych w grze podwójnej dziewcząt, wygrywając trzy z nich.
- Po dwa mistrzostwa w ramach jednego turnieju wywalczyły Aleksandra Olsza (Wimbledon 1995) i Urszula Radwańska (Wimbledon 2007) w grze pojedynczej i podwójnej dziewcząt.
- Agnieszka Radwańska jako pierwsza wystąpiła w finałach wielkoszlemowych zarówno w kategorii juniorów (Wimbledon 2005, French Open 2006), jak i seniorów (Wimbledon 2012).
- Iga Świątek jako pierwsza zwyciężyła w singlowym turnieju wielkoszlemowym zarówno w kategorii juniorów (Wimbledon 2018), jak i seniorów (French Open 2020).
- Najwięcej tytułów wielkoszlemowych w karierze – siedem – zdobyła Iga Świątek.
- Najwięcej finałów wielkoszlemowych w karierze – dziewięć – rozegrała Iga Świątek.
- Najwięcej występów finałowych – siedem – Polacy odnotowali w roku 2007: Urszula Radwańska zagrała w czterech finałach gry podwójnej dziewcząt i dwóch finałach gry pojedynczej dziewcząt, natomiast Jerzy Janowicz awansował do finału gry pojedynczej chłopców.
- Najwięcej występów finałowych w kategorii seniorów – trzy – Polacy odnotowali w roku 2012: Agnieszka Radwańska w grze pojedynczej kobiet Wimbledonu, Klaudia Jans-Ignacik w grze mieszanej French Open i Marcin Matkowski w grze mieszanej US Open.
- Najwięcej tytułów wielkoszlemowych – cztery – Polacy wywalczyli w roku 2007, wszystkie zdobyła Urszula Radwańska.
- Ostatni seniorski finał wielkoszlemowy z udziałem Polaków miał miejsce we French Open 2024 – Iga Świątek wygrała w meczu mistrzowskim gry pojedynczej.
- Ostatni juniorski finał wielkoszlemowy z udziałem Polaków miał miejsce we French Open 2024 – Tomasz Berkieta przegrał w meczu mistrzowskim gry pojedynczej chłopców.